# فؤاد بخش
فؤاد بخش (17 يونيو 1953 - 7 فبراير 2016 )، ممثل سعودي له الكثير من المشاركات في المسلسلات والأفلام المصرية و الخليجية وبدوية وهو متقن للهجة البدوية والمصرية

## وفاته
توفي مساء يوم 7 فبراير 2016 بعد تعرضه إلى جلطة نقل إثرها إلى مستشفى الملك عبد العزيز بجدة، وبعد ساعات من دخوله العناية المركزة توفي.

## أعماله

### المسلسلات
- أصابع الزمن.
- بابا فرحان.
- عفوا أبي.
- عيال بحر.
- تيتي تيتي
- العودة إلى الحياة.
- قناديل رمضان.
- تقادير الزمن.
- شوق الرهف.
- البيت اولا
- راعي الخير.
- السيف والوصية.
- ليلة هروب.
- فكرة بمليون جنيه.
- ليلة هروب.
- أبناء دهشان.
- حسب التوقيت المجاني.
- خلوصي حارس خصوصي.
- نساء صغيرات.
- آخر أيام التوت.
- حارة برجوان.
- إلى من يهمه الأمر.
- رجال تحت الشمس.
- البيت الكبير.
- الضيف الصغير.
- أسرار خاصة.
- أفراح مؤقتة.
- عوضين وأمبراطورية عين.
- نوادر العرب.
- حكايات مجنونة.
- عروس البحر.
- وكان لقاء.
- لايحوشك حبروك.
- خطوات الشيطان.
- بائع الأكاذيب.
- الفارس الملثم ج1
- الفارس الملثم ج2
- اللعبة الخطرة.
- مغامرات عامر وعلاء.
- أئمة الهدى.
- أوهام الحياة.
- عالأصل دور.
- القطار الأخير.
- سبع صنائع.
- اتنين تحت الصفر.
- أما بعد.
- عندما تضحك الأوتار.
- الفدان الأخير.
- أحلام الغروب.
- أمر إزالة.
- لطائف العرب.
- الدنيا ومافيها.
- لعبة ذكاء.
- رجال في العاصفة.
- تل اللوز.

### المسرحيات
- مسرحية البحث عن وضيفة.
- مسرحية عويس التاسع عشر.
- مسرحية عايز أتجوزك.
- مسرحية في سبيل برقوق.
- مسرحية سبع صنايع.

### الأفلام
- المطربون في الأرض.
- ويبقى الحب .

### السهرات التلفزيونية
- سهرة عريس بالصدفة.
- سهرة خلافات زوجية.
- سهرة محاكمة في الزمن الضائع.

## وصلات خارجية
- فؤاد بخش على موقع قاعدة بيانات الأفلام العربية

- لقاء مع الممثل في: جريدة الرياض